# Умськ
Умськ (рос. Умск) — присілок в Глазовському районі Удмуртії, Росія.

## Населення
Населення — 26 осіб (2010; 52 в 2002).
Національний склад станом на 2002 рік:
- удмурти — 69 %
- росіяни — 27 %

## Урбаноніми[3]
- вулиці — Свободи, Східна